# Eta Herculis
Eta Herculis (η Her, η Herculis) è una stella situata nella costellazione di Ercole, distante 112 anni luce dal sistema solare. La sua magnitudine apparente è +3,49.

## Osservazione
Si tratta di una stella situata nell'emisfero celeste boreale. La sua posizione moderatamente boreale fa sì che questa stella sia osservabile specialmente dall'emisfero nord, in cui si mostra alta nel cielo nella fascia temperata; dall'emisfero australe la sua osservazione risulta invece più penalizzata, specialmente al di fuori della sua fascia tropicale. Essendo di magnitudine 3,48, la si può osservare anche dai piccoli centri urbani senza difficoltà, sebbene un cielo non eccessivamente inquinato sia maggiormente indicato per la sua individuazione.
Il periodo migliore per la sua osservazione nel cielo serale ricade nei mesi compresi fra aprile e ottobre; nell'emisfero nord è visibile anche per un periodo maggiore, grazie alla declinazione boreale della stella, mentre nell'emisfero sud può essere osservata solo durante i mesi d'inizio estate australi.

## Caratteristiche fisiche
La stella è una gigante gialla di tipo spettrale G7,5IIIb avente una massa 2,3 volte quella solare. Il raggio è quasi 10 volte quello del Sole ed emette 50 volte più luce della nostra stella.
La velocità radiale positiva indica che la stella si sta allontanando dal sistema solare.